# Белица, Ана
Ана Белица (серб. Ана Бјелица, р. 3 апреля 1992, Белград, СФРЮ) — сербская волейболистка, нападающая (диагональная и доигровщица). Двукратная чемпионка мира (2018, 2022), двукратная чемпионка Европы.

## Биография
Ана Белица родилась в Белграде в спортивной семье. Её сестра Милка и брат Милко выступали за баскетбольные сборные Югославии, Сербии, а затем Черногории. В 16-летнем возрасте была принята в одну из сильнейших волейбольных команд Сербии — «Црвену Звезду», за которую выступала до 2013 года, став в её составе 4-кратной чемпионкой Сербии, 4-кратной обладательницей Кубка Сербии, серебряным призёром Кубка Европейской конфедерации волейбола.
В 2013—2017 Белица играла в Польше, Турции и Бразилии, а в 2017 вернулась в Сербию, в команду «Црвена Звезда», но в феврале следующего года перешла в швейцарский «Волеро» (в том же году команда переехала в Ле-Канне (Франция), объединившись в местным «Канне-Рошвиль»). В 2019 Ана Белица вновь заключила контракт с бразильским волейбольным клубом «Озаску», за который уже выступала в 2016—2017 годах.
В 2009—2010 годах Ана Белица дважды становилась серебряным призёром чемпионатов Европы в составах юниорской и молодёжной сборных Сербии.
В 2010 году Белица дебютировала в национальной сборной Сербии в розыгрыше Евролиги, где стала обладателем золотых наград. В дальнейшем неоднократно становилась победителем и призёром официальных международных турниров, в том числе чемпионкой Европы 2017 и чемпионкой мира 2018. Чемпионат мира 2022 принёс волейболистке второе «золото» мировых первенств.

### Клубная карьера
- 2008—2013 —  «Црвена Звезда» (Белград);
- 2013—2015 —  «Хемик» (Полице);
- 2015—2016 —  «Салихли» (Маниса);
- 2016—2017 —  «Нестле-Озаску» (Озаску);
- 2017—2018 —  «Црвена Звезда» (Белград);
- 2018 —  «Волеро» (Цюрих);
- 2018—2019 —  «Волеро Ле-Канне» (Ле-Канне);
- 2019—2020 —  «Озаску-Аудакс» (Озаску);
- 2020 —  «Бэйцзин Байк Моторс» (Пекин);
- 2021 —  «Железничар» (Лайковац);
- 2021—2022 —  «Радомка» (Радом);
- 2022—2023 —  «Тырговиште»;
- 2023—2024 —  «Грот-Будовляни» (Лодзь);
- с 2024 —  «Кунео Гранда» (Кунео).

## Достижения

### Со сборными Сербии
- бронзовый призёр Олимпийских игр 2020.
- двукратная чемпионка мира — 2018, 2022.
- серебряный призёр розыгрыша Кубка мира 2015.
- двукратный бронзовый призёр Гран-при — 2013, 2017.
- бронзовый призёр Лиги наций 2022.
- двукратная чемпионка Европы — 2017, 2019;
  - двукратный серебряный (2021, 2023) и бронзовый (2015) призёр чемпионатов Европы.
- победитель розыгрыша Евролиги 2010.
- бронзовый призёр Европейских игр 2015.
- серебряный призёр молодёжного чемпионата Европы 2010.
- серебряный призёр чемпионата Европы среди девушек 2009.

### С клубами
- 4-кратная чемпионка Сербии — 2010—2013;
  - двукратный серебряный призёр чемпионата Сербии — 2009, 2018.
- 5-кратный победитель розыгрышей Кубка Сербии — 2010—2013, 2021;
  - серебряный призёр Кубка Сербии 2009.
- двукратная чемпионка Польши — 2014, 2015.
- победитель (2014) и серебряный призёр (2015) розыгрышей Кубка Польши.
- победитель розыгрыша Суперкубка Польши 2014.
- серебряный призёр чемпионата Бразилии 2017.
- чемпионка Швейцарии 2018.
- победитель розыгрыша Кубка Швейцарии 2018.
- бронзовый призёр чемпионата Франции 2019.
- серебряный призёр чемпионата Румынии 2023.
- серебряный призёр розыгрыша Кубка Европейской конфедерации волейбола (ЕКВ) 2010.

### Индивидуальные
- 2010: самая результативная молодёжного чемпионата Европы.
- 2014: лучшая нападающая розыгрыша Кубка Польши.